# William O’Swald

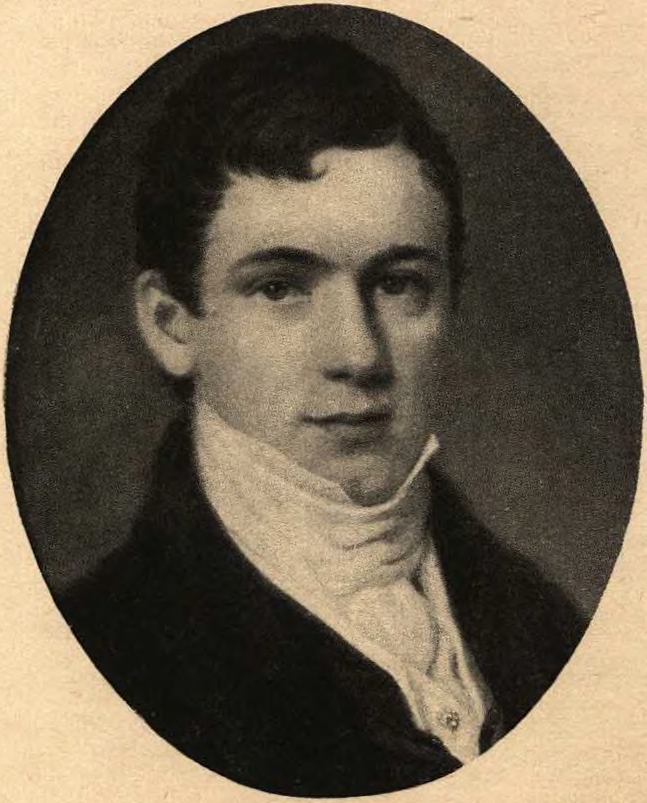
J. C. H. Wilhelm Oswald

William O’Swald (* 11. Juni 1798 als Johann Carl Heinrich Wilhelm Oswald in Berlin; † 31. August 1859 in Hamburg) war ein deutscher Kaufmann.

## Leben und Wirken
Wilhelm Oswald war der Sohn von Johann Friedrich Oswald und dessen Ehefrau Johanne Charlotte Heinicke. Der Vater arbeitete als Buchhalter an der Königlich-Preußischen Seehandlung in Berlin; die Mutter war die Tochter des Taubstummenlehrers Samuel Heinicke aus Eppendorf. Nach einer kaufmännischen Ausbildung in Frankfurt an der Oder und Hamburg arbeitete er für die Preußische Seehandlung, in deren Auftrag er von 1822 bis 1824 auf dem Schiff Mentor und von 1825 bis 1829 auf dem Schiff Princess Louise als Supercargo weltweite Handelsexpeditionen durchführte, die ihn zweimal die Welt umrunden ließen. Ab dieser Zeit führte er den Namen William O’Swald. Über diese Reisen berichtete er in fortlaufenden Briefen an seine zukünftige Frau Adele Weigel, die Tochter eines Hamburger Kaufmanns war.
1830 zog er nach Hamburg, wo er ein Jahr später das Unternehmen Wm. O’Swald & Co. gründete, das zunächst mit Leinen handelte. 1847 sandte O’Swald eine Brigg nach Sansibar, mit der sein Supercargo Wilhelm Schmeisser anlandete. In der Folgezeit entwickelte sich das Unternehmen zu einem erfolgreichen Ostafrika-Handelshaus. O’Swalds Firma kaufte zunächst Kaurischnecken auf den Seychellen an und transportierte diese über Sansibar nach Westafrika, wo sie als Zahlungsmittel genutzt wurden. O’Swald unterhielt Faktoreien in Lagos und Palma, die den Vertrieb der Waren übernahmen. Aus Hamburg exportierte der Unternehmer Spirituosen und Manufakturwaren, zu späterer Zeit auch Dampfschiffe und Kohlen, die für den sansibarischen Sultan bestimmt waren. Als Importgüter dienten Gewürze, Palmkerne, Kautschuk und Häute.
Ab 1836 repräsentierte O’Swald in Hamburg das preußische Königreich, zunächst als Vizekonsul, ab 1839 als Konsul und ab 1843 als Generalkonsul. Für einige Zeit fungierte er als Verwalter der Gesandtschaftsgeschäfte. 1848 verhalf er dem Prinzen Wilhelm Friedrich Ludwig von Preußen (dem späteren Kaiser Wilhelm I.) zur Flucht nach London.

## Nachfahren
Die Geschäfte des Unternehmens wurden von O’Swalds Söhnen William Henry und Albrecht Percy (1831–1899), die 1859 bzw. 1858 eingetreten waren, fortgeführt. Sie leiteten zunächst abwechselnd die Handelsgeschäfte in Ostafrika, auf die sie sich nach dem Tod des Vaters konzentrierten. Sie schlossen die Faktoreien an der Westküste und unterzeichneten 1859 einen Handelsvertrag mit dem Sultan von Sansibar, auf dessen Grundlage sie das Geschäftsgebiet bis in das Innere Afrika ausbauen konnten. Nach einer ersten Niederlassung 1870 in Madagaskar gründeten sie bis 1900 fünf weitere. Weitere Geschäftssitze befanden sich in Britisch- und Deutsch-Ostafrika und an der Küste von Somalia. Die Brüder unterhielten eine eigene Flotte mit bis zu 19 Schiffen, die Waren zwischen Afrika und Hamburg transportierten.
Nachfolgende Generation führten die Geschäfte bis zu den Weltkriegen, aufgrund derer das Unternehmen den Handel einstellen musste, fort. Eine Wiederaufnahme der Handelstätigkeit in vorherigem Umfang gelang nicht. In den 1950er-Jahren wurde das Unternehmen übernommen.